# چارلز هفرون
چارلز هفرون (انگلیسی: Charles Hefferon; ۲۵ ژانویهٔ ۱۸۷۸ – ۱۵ مارس ۱۹۳۱) دونده ماراتن اهل آفریقای جنوبی بود.